# Aristida annamensis
Aristida annamensis är en gräsart som beskrevs av Johannes Jan Theodoor Henrard. Aristida annamensis ingår i släktet Aristida och familjen gräs.
Artens utbredningsområde är Vietnam. Inga underarter finns listade i Catalogue of Life.